# Heinz-Hermann Hillebrandt
Heinz-Hermann Hillebrandt (* 2. Dezember 1922 in Hildesheim; † 8. Oktober 1982, ebenda) war ein deutscher Politiker (SPD).

## Leben
Nach seinem Schulabschluss nahm Hillebrandt eine Lehre zum Buchdrucker auf. Im Zweiten Weltkrieg absolvierte er den Kriegsdienst und geriet in sowjetische Kriegsgefangenschaft. Nach seiner Entlassung kehrte er nach Hildesheim zurück und trat 1948 als Praktikant bei der Stadtverwaltung Hildesheim seinen Dienst an. Im Jahr 1969 wurde er zum Stadtoberamtmann ernannt und wurde Leiter des Ausgleichsamtes der Stadt Hildesheim. Seit 1955 ununterbrochen im Personalrat der Stadt Hildesheim tätig. Er war Vorsitzender der Arbeitsgemeinschaft der Personalräte der kreisfreien sowie der selbständigen Städte in Niedersachsen.
Hildebrandt war Mitglied der Gewerkschaft ÖTV seit dem Jahr 1946. Ferner war er Mitglied des Bezirksvorstandes der ÖTV in Hannover sowie des Kreisvorstandes des DGB in seiner Heimat Hildesheim. Er war bereits seit 1946 Mitglied der SPD und war stellvertretender Vorsitzender des Ortsvereins der SPD in Hildesheim.

## Öffentliche Ämter
Hildebrandt wurde in der siebten Wahlperiode zum Mitglied des Niedersächsischen Landtages vom 21. Juni 1970 bis 20. Juni 1974.

## Quelle
- Barbara Simon: Abgeordnete in Niedersachsen 1946–1994. Biographisches Handbuch. Hrsg. vom Präsidenten des Niedersächsischen Landtages. Niedersächsischer Landtag, Hannover 1996, S. 163–164.

| Personendaten    | Personendaten                  |
| ---------------- | ------------------------------ |
| NAME             | Hillebrandt, Heinz-Hermann     |
| KURZBESCHREIBUNG | deutscher Politiker (SPD), MdL |
| GEBURTSDATUM     | 2. Dezember 1922               |
| GEBURTSORT       | Hildesheim                     |
| STERBEDATUM      | 8. Oktober 1982                |
| STERBEORT        | Hildesheim                     |